# Joseph-Antoine-Charles Couderc
Joseph-Antoine-Charles Couderc (Tolosa, 10 de març de 1810 – París, 16 d'abril de 1875), fou un tenor d'òpera (més tard baríton) prominent on en el Teatre de l'Òpera-Còmica de París creades per ell.
Debutà en l'Òpera-Còmica el 1834, assolint el favor del públic i estrenà moltes òperes fins al 1842, època en què es contractà per a Brussel·les i després per a Londres, tornant a París el 1850 per estrenar l'òpera còmica Le songe d'une nuit d'eté.
Per aquella època la seva veu de tenor es convertí en veu de baríton, perdent el timbre. Notable actor, es dedicà a l'art dramàtic, en el que aconseguí molts èxits. Vers el 1865 assolí una plaça en el Conservatori.